# EC Bregenzerwald
EC Bregenzerwald – austriacki klub hokeja na lodzie.

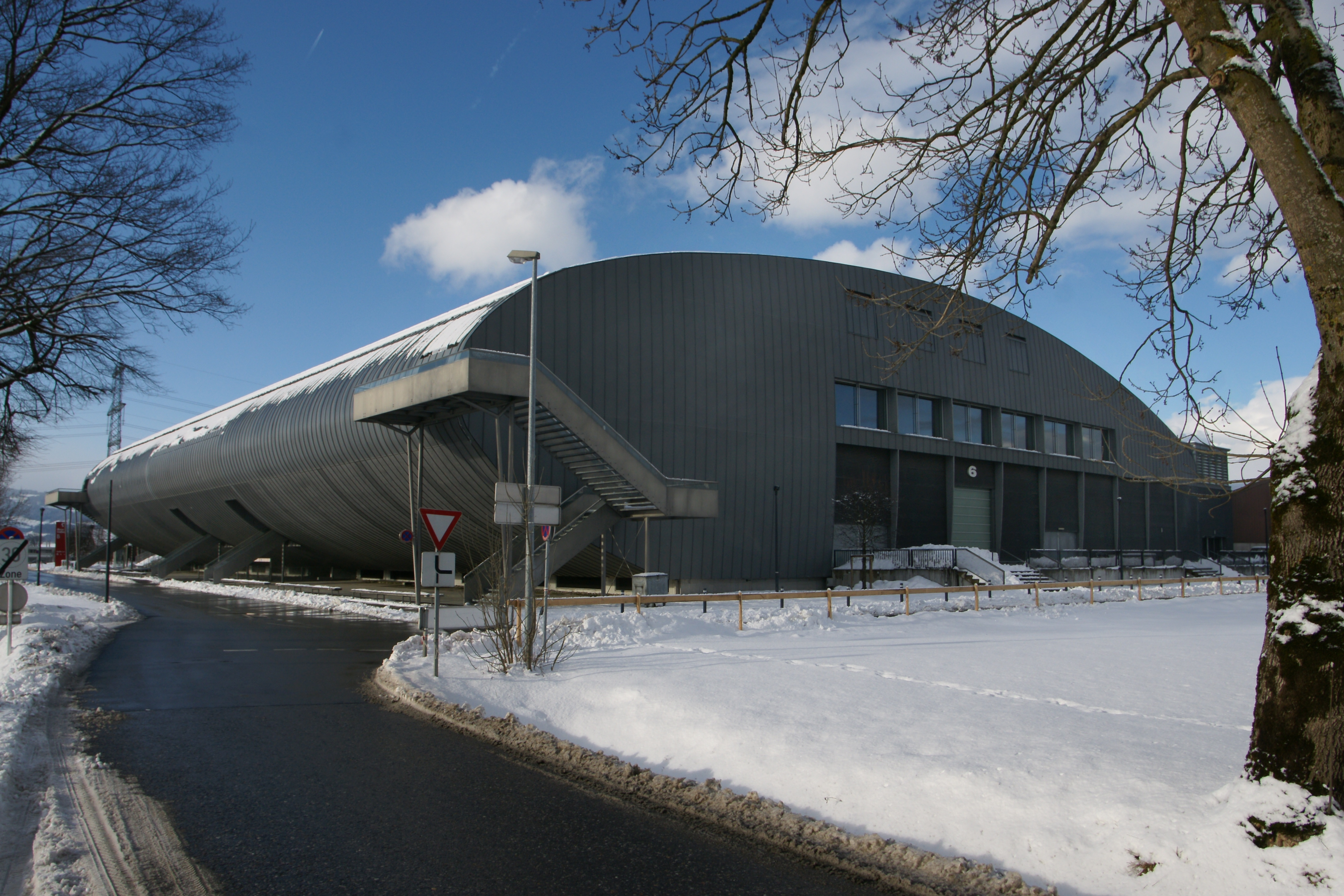
Lodowisko Messestadion Dornbirn

## Historia
- EHC Bregenzerwald (1985–2016)
- EC Bregenzerwald (2016–)

Klub założono w 1985 jako EHC Bregenzerwald.
W 2012 lodowiskiem klubu została hala Messestadion Dornbirn (drużyna został stowarzyszona z klubeme Dornbirner EC z ligi EBEL). Od 2012 do 2016 drużyna przez wszystkie cztery sezony grała w międzynarodowych rozgrywkach Inter-National-League, zdobywając w tym okresie dwukrotnie mistrzostwo. Latem 2016 klub przemianowano na EC Bregenzerwald i przedstawiono też nowe logo. W tym samym roku włączono drużynę do rozgrywek Alps Hockey League.
W maju 2017 na stanowisko głównego trenera został zaangażowany Fin Jussi Tupamäki. W 2020 trenerem został inny Fin Markus Juurikkala

## Sukcesy
- Złoty medal Inter-National-League: 2013, 2016
- Srebrny medal Inter-National-League: 2014